# Kollektív vezetés
A kollektív vezetés politikai fogalma elsősorban az egykori szocialista országokban volt használatos a kívánatos politikai irányítási rendszer megnevezésére. A demokráciákban ez természetes, a diktatúrákban pedig kizárt. A gyakorlatban a kollektív vezetés elve csak ritkán és átmenetileg érvényesülhetett, a legtöbbször megindult az átalakulása az egyszemélyi, tekintélyuralmi vagy diktatórikus vezetési rendszerbe.

## Elmélete
A marxizmus–leninizmus ideológiája szerint a kollektív vezetés elve és gyakorlata a kommunista és munkáspártokban valamint a szocialista országok választott államhatalmi szerveiben logikusan következik a demokratikus centralizmus elvéből.
Lényege, hogy a vezetés különböző lépcsőfokain a választott vezetők kollektívája dönt, nem pedig egyes személyek. A döntések végrehajtása azonban az egyszemélyi vezető felelőssége.
A kollektivitás továbbá tágabb értelemben a párttagság és a tömegek tapasztalatainak felhasználását is jelenti.

## Gyakorlata
A kommunista pártok és a szocialista országok gyakorlatában ez az elv rendszeresen háttérbe szorult, és eluralkodott az egyszemélyi vezető körüli személyi kultusz, a szektarianizmus és a dogmatizmus.
A kollektív vezetés elvének egyik legsúlyosabb megsértése a sztálinizmus volt. Az SZKP XX. kongresszusa ezután 1956-tól kísérletet tett a „lenini normák” újbóli érvényesítésére és a kollektív vezetés helyreállítására.

## Forrás
- ↑ Mumozglex: Munkásmozgalom-történeti lexikon. Szerkesztette Vass Henrik – Bassa Endre – Kabos Ernő. Budapest: Kossuth Könyvkiadó. 1976.   298. o. ISBN 963 09 0412 8

## További információ
- Lenin: A pártélet normáiról. 1963. 605. o.